# Ковалевич Ігор Миколайович
Ігор Миколайович Ковалевич (3 лютого 1968, Іваново, Брестська область, Білоруська РСР, СРСР) — радянський і білоруський футболіст, футбольний тренер.

## Ігрова кар'єра
Футболом почав займатися в Антополі. Перший тренер — Валерій Якимов. Випускник Брестської СДЮШОР-5. Майстер спорту.
Ігрове амплуа — правий захисник. Виступав за команди «СКІФ» (Мінськ, 1988-89), «Металург» (Молодечно, 1990), «Луч» (Владивосток, 1991), «Динамо» (Брест, 1992-93), «Дніпро» (Могильов, 1993), «Динамо» (Тюмень, Росія, 1994-95), «Іртиш» (Тобольськ, Росія, 1996), «Белшина» (Бобруйськ, 1997-99), «Гомель» (2000), «Німан» (Гродно, 2001-03), «Славія» (Мозир, 2004, 2005), «Хазар» (Ленкорань, Азербайджан, 2004).
Як гравець — дворазовий срібний (1997, 2002) і бронзовий (1992) призер чемпіонатів Білорусі, володар Кубка БССР (1990), дворазовий володар Кубка Білорусі (1997, 1999), срібний призер чемпіонату Азербайджану (2004).

## Тренерська кар'єра
У «Нафтан» прийшов у вересні 2005 року. У 2007 році команда достатньо добре провела друге коло чемпіонату й «Нафтан» посів 7-е місце, повторивши рекордне досягнення клубу в чемпіонатах.
З лютого 2009 року до серпня 2012 року був асистентом тренера молодіжної (а після олімпійської) збірної Білорусі, з 2013 року — головний тренер. З червня 2016 року — головний тренер футбольного клубу «Неман» Гродно.
У 2009 році Ігор Ковалевич (як і «Нафтан») здобув своє найвище досягнення як тренер: завоював Кубок Білорусі.
Цікаво, що у двох попередніх сезонах Ковалевич запам'ятався перемогою в номінації «тренер-провидець». У 2007 році випущені ним на заміну футболісти забили вісім голів, у 2008-му — 10.

## Титули і досягнення
Гравець
- Володар Кубка Білорусі (2):

«Білшина»: 1996–1997, 1998–1999
Тренер
- Володар Кубка Білорусі (3):

«Нафтан»: 2008–2009
«Німан»: 2023–2024, 2024–2025